# Gare d'Austerlitz (métro de Paris)
Pour les articles homonymes, voir Gare d'Austerlitz (homonymie).
Gare d'Austerlitz est une station des lignes 5 et 10 du métro de Paris, située à la limite des 5e et 13e arrondissements de Paris.

## Situation
La station assure la desserte de la gare de Paris-Austerlitz. La ligne 5 suit un parcours aérien traversant transversalement la verrière de la gare puis franchit la Seine sur le viaduc d'Austerlitz. Quant à la ligne 10, elle est établie en souterrain profond, son point d'arrêt constituant son terminus oriental.
Les quais sont établis :
- sur la ligne 5, à l'intérieur de la gare perpendiculairement à cette dernière, selon un ouvrage d'art de 50 mètres de portée orienté selon un axe nord-est/sud-ouest, entre la station aérienne Quai de la Rapée (précédée d'un raccordement de service avec la ligne 1 dit « voie des Finances », embranché sur la voie en direction de Place d'Italie) et la station souterraine Saint-Marcel ;
- sur la ligne 10, à l'ouest des emprises de la gare parallèlement à cette dernière, selon un axe nord-ouest/sud-est, le terminus étant précédé ou suivi (selon le sens de circulation) par la station Jussieu et se prolongeant par un tiroir de retournement.

## Histoire
La station est ouverte le 2 juin 1906 en tant que premier terminus nord de la ligne 5 depuis Place d'Italie. Elle ne joue que provisoirement ce rôle jusqu'au 13 juillet suivant, date à partir de laquelle la ligne est prolongée une première fois jusqu'à Place Mazas (actuelle station Quai de la Rapée).

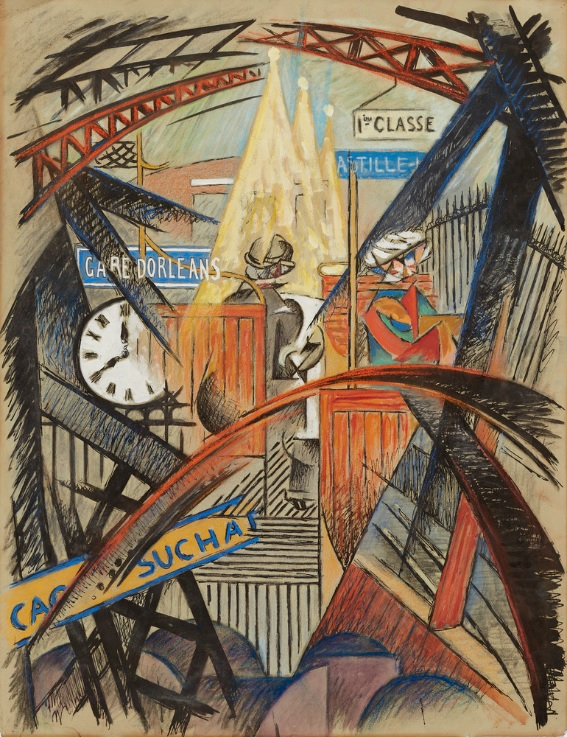
Félix Del Marle, Métro, gare d’Orléans, vers 1912-1914.

Elle doit son nom inaugural de Gare d'Orléans à sa proximité avec la gare précitée, telle que celle-ci était alors dénommée, étant à cette époque la tête de ligne de la Compagnie du chemin de fer de Paris à Orléans (PO) qui donnait accès à la ville d'Orléans. Cette dernière a également donné indirectement son toponyme à la station Porte d'Orléans sur la ligne 4.
Le nom de la station évolue ensuite en parallèle de celui de la gare, changeant une première fois le 15 octobre 1930 pour devenir Gare d'Orléans - Austerlitz afin de souligner son implantation au sein du quartier d'Austerlitz, ainsi baptisé en hommage à la victoire napoléonienne à la bataille d'Austerlitz.
Le 12 juillet 1939, la station devient l'actuel terminus oriental de la ligne 10 (depuis Porte d'Auteuil) avec l'inauguration du prolongement de celle-ci depuis Jussieu.
Comme un tiers des stations du réseau entre 1974 et 1984, les quais de la ligne 10 sont modernisés par l'adoption du style décoratif « Andreu-Motte », de couleur rouge avec du carrelage blanc plat en l'occurrence. Ceci entraîne la disparition des faïences d'origine dans le style de la CMP des années 1940, décoration caractérisée par des cadres publicitaires de couleur marron à motifs géométriques sobres, surmontés de la lettre « M » et mariés au traditionnel carrelage blanc biseauté ainsi qu'au nom de la station incorporé dans la céramique des piédroits.
C'est le 25 avril 1985 que la station prend sa dénomination actuelle de Gare d'Austerlitz afin de s'aligner sur celle de la gare qui, elle aussi, a finalement repris le nom du quartier d'Austerlitz.
Dans le cadre du vaste projet de restructuration du pôle d'échanges de la gare, la station de métro fait l'objet d'importants travaux de novembre 2022 à décembre 2027. Ce chantier de grande ampleur nécessite notamment la fermeture des quais de la ligne 5 du 19 octobre 2023 au 17 avril 2024. Les couloirs de correspondance entre les lignes 5 et 10 du métro, la ligne C du RER et le hall des grandes lignes demeurent fermés au public jusqu'à fin 2027 au plus tard.

### Fréquentation
Selon les estimations de la RATP, la station a vu entrer 9,9 millions de voyageurs en 2019, ce qui la place à la 16e position des stations de métro pour sa fréquentation sur 302,. En 2020, avec la crise du Covid-19, son trafic annuel tombe à 4 638 836 voyageurs, la reléguant alors au 23e rang, avant de remonter progressivement en 2021 avec 6 318 543 entrants comptabilisés, ce qui la classe à la 17e position des stations du réseau pour sa fréquentation cette année-là.

## Services aux voyageurs

### Accès
La station comporte plusieurs accès :
- « arrivées et départs Grandes Lignes » : escalators et escaliers dans la gare, par le RER C ;
- « boulevard de l'Hôpital, côté rue Buffon » : un escalier au 2, boulevard de l'Hôpital ;
- « boulevard de l'Hôpital, côté rue Nicolas-Houël » : un escalier au 6, boulevard de l'Hôpital ;
- « boulevard de l'Hôpital, côté impair SNCF Gare d'Austerlitz » : un escalier boulevard de l'Hôpital devant l'entrée de la gare
- « cour de départ Grandes Lignes » : un escalier ;
- « SNCF Départ Grandes Lignes Quai d'Austerlitz » : un escalier ;
- « SNCF Arrivées Grandes Lignes » : escalators et escaliers dans la gare, par le RER C.

### Quais

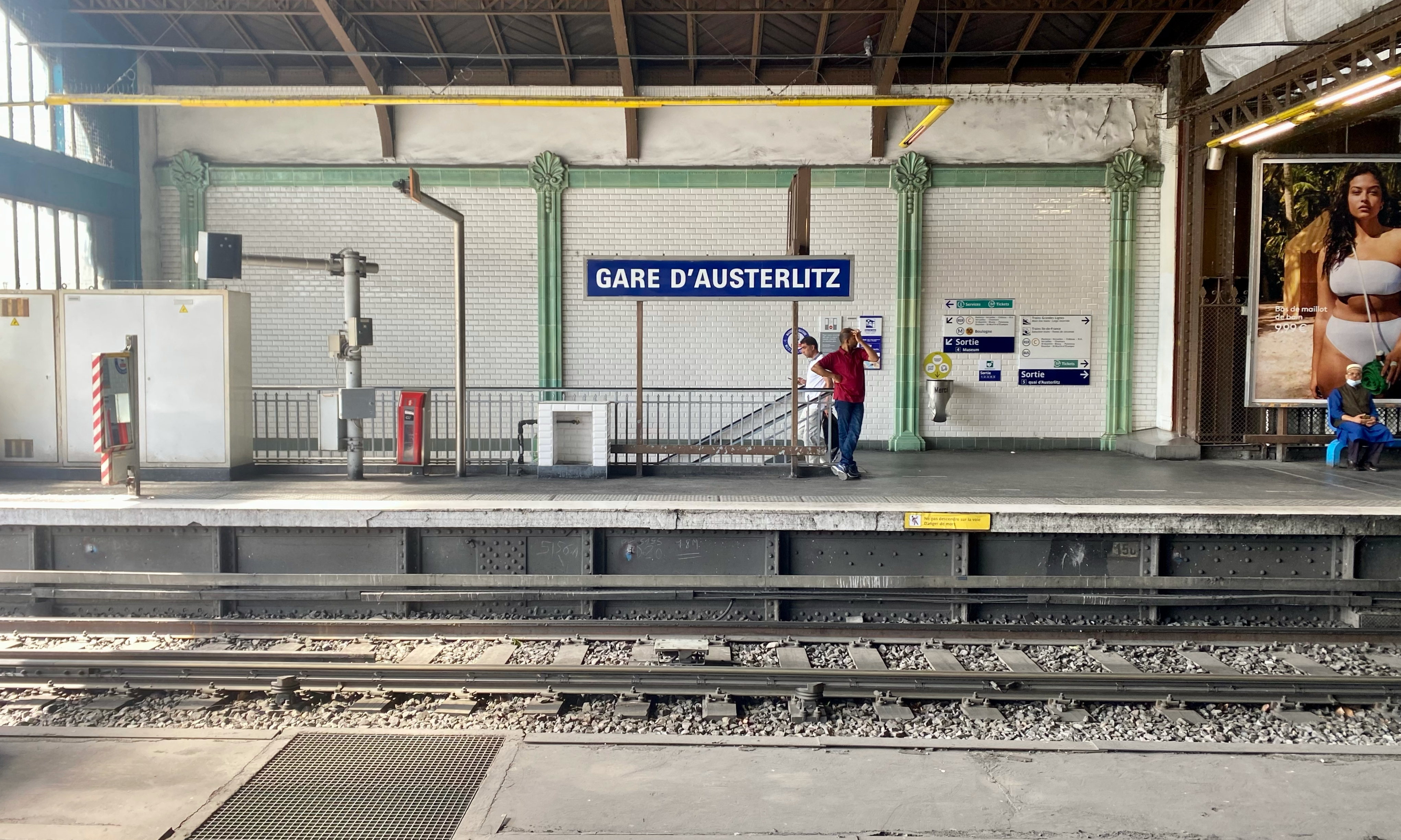
Quais de la ligne 5.
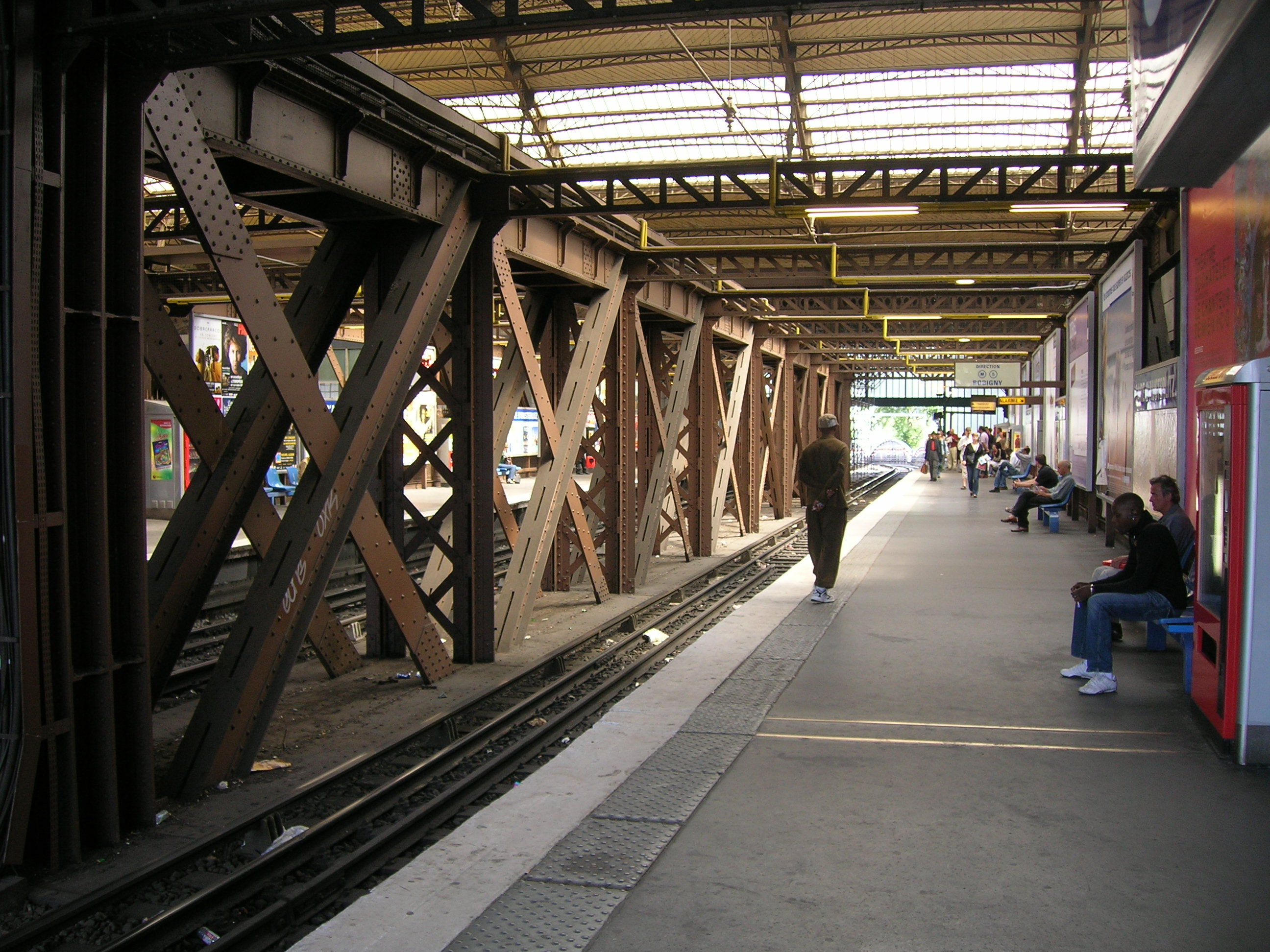
Viaduc de la ligne 5, en travers de la gare SNCF.
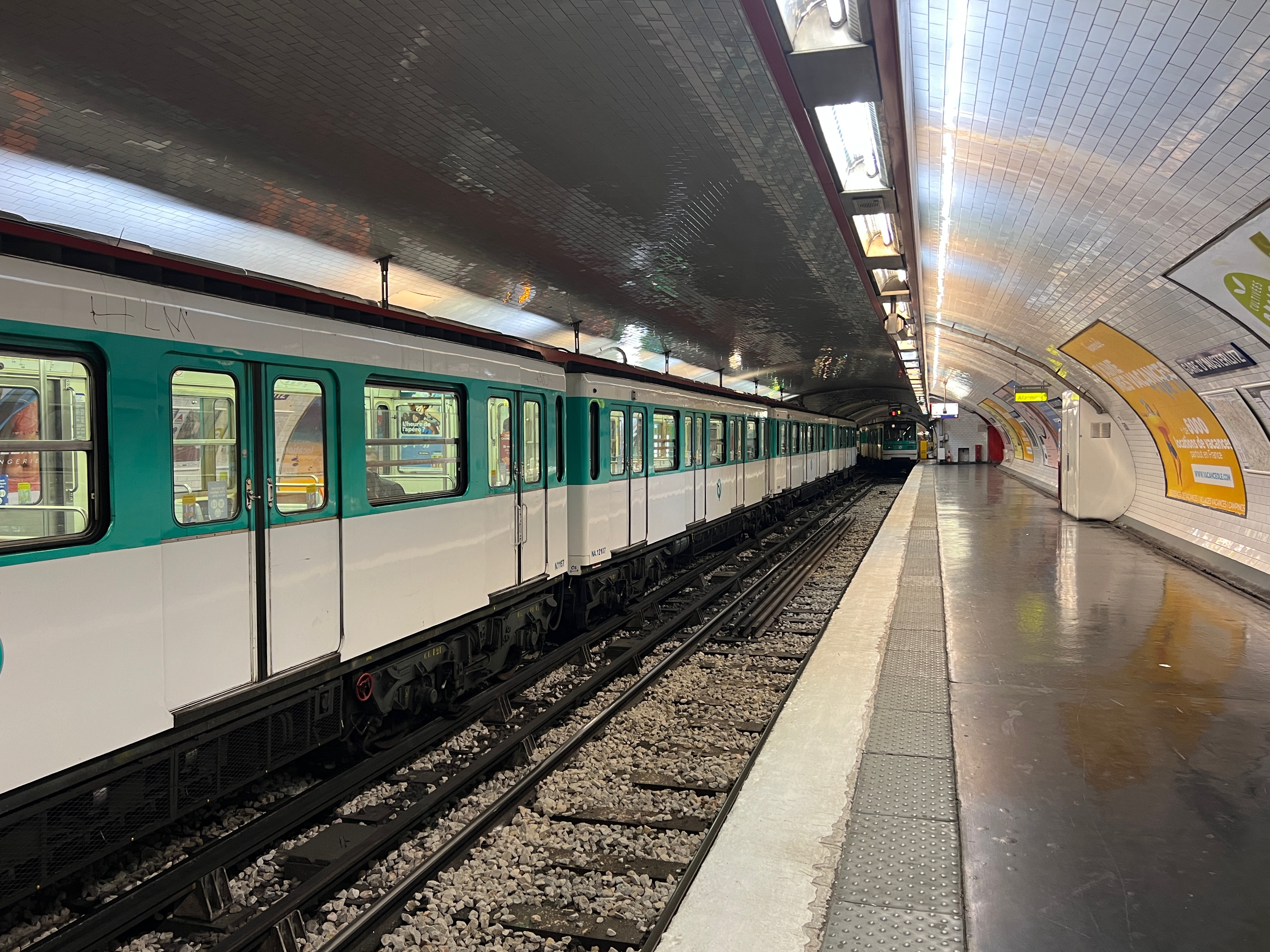
Station de la ligne 10.

Les quais des deux lignes sont de configuration standard : au nombre de deux par point d'arrêt, ils sont séparés par les voies du métro et, sur la ligne 5, par le treillis central du viaduc.

### Intermodalité
La station est desservie par les lignes 24, 57, 61, 63, 89, 91 et 215 du réseau de bus RATP. En outre, elle est desservie la nuit par les lignes N01, N02, N31, N131 et N133 du réseau de bus Noctilien. La ligne offrait entre 2008 et 2011 une correspondance avec la ligne fluviale Voguéo. La station offre également une correspondance avec la ligne C du RER.
Pour accéder à la gare de Lyon par un parcours pédestre de dix minutes, l'itinéraire le plus court consiste à  emprunter le pont Charles-de-Gaulle, puis la rue Van-Gogh. Cela permet d'effectuer des correspondances avec les lignes A et D du RER, avec la ligne R du Transilien et avec les lignes 1 et 14 du métro (ces correspondances étaient auparavant indiquées sur les plans de ces deux dernières lignes).

## À proximité
- Le Jardin des plantes
- L'hôpital de la Pitié-Salpêtrière
- La gare (qui du fait de ses remaniements, n'est pas à proprement parler touristique)
- Le viaduc d'Austerlitz, ouvrage d'art réservé au métro
- Le nouveau quartier de Paris Rive Gauche

## Projet
Un prolongement de la ligne 10 du métro est à l'étude depuis cette station jusqu'à la place Léon-Gambetta à Ivry-sur-Seine.
Parmi les trois tracés présentées en janvier 2019, deux impliqueraient l'abandon des quais actuels de la ligne 10 et la construction d'une nouvelle station. Deux emplacements sont proposés : à l'est, sous le quai d'Austerlitz, ou bien à l'ouest, sous le boulevard de l'Hôpital.